# La caduta di Neskaya
La caduta di Neskaya (The fall of Neskaya) è un romanzo fantascientifico con elementi fantasy del 2001 scritto da Marion Zimmer Bradley e Deborah J. Ross.
È il primo dei romanzi del Ciclo di Darkover pubblicati dopo la morte di Marion Zimmer Bradley dalla coautrice che ne ha ereditato la saga, Deborah J. Ross. Il romanzo è stato scritto basandosi su note e capitoli incompiuti lasciati dalla Zimmer Bradley prima della sua morte. La caduta di Neskaya, assieme ai romanzi Gli inferni di Zandru e A Flame in Hali, forma una trilogia di romanzi interna alla saga.
Questo mini-ciclo, rispetto a quello della Matrice Ombra (La sfida degli Alton, La matrice ombra e Attacco a Darkover) segue il "canone darkovano".
Il romanzo è stato pubblicato per la prima volta in Italia nel 2007 da Longanesi.

## Trama
Nel bel mezzo delle Età del Caos, si svolgono i fatti che narrano della distruzione della Torre di Neskaya e dell'incontro fra uno dei suoi Custodi, Corin Leynier e la giovane principessa esiliata dal suo regno Taniquel Hastur-Acosta. Mentre infuriano le guerre con le pietre matrici, la polvere mangiaossa e la pece stregata, che devastano il loro mondo, i due giovani, legati da un sentimento che va oltre l'amore stesso, dovranno percorrere una lunga strada da soli prima di potersi incontrare e vivere serenamente.
Una strada che li porterà nel bel mezzo di una delle più sanguiose guerre di Darkover, voluta da Damian Deslucido e dal suo oscuro fratello, il laranzu della Torre di Neskaya, Rumail. Una famiglia, la loro, ambiziosa quanto crudele e che mira solo a una cosa: spodestare una volta per tutte gli Hastur dal loro trono.

## Edizioni
- Marion Zimmer Bradley e Deborah J. Ross, La caduta di Neskaya, traduzione di Maria Cristina Pietri, Longanesi, 2007,  pp. 505, cap. 44, ISBN 978-88-304-2168-4.